# Tanne Dely
Tanne Dely Mariana Santos (Maceió, 2 de janeiro de 1986), é uma cantora brasileira.

## O início
Ainda quando criança, aos 9 anos de idade seu desenvolvimento musical, se deu através de aulas de piano, levada por seu pai, que a matriculou na primeira escola de música. Inicialmente as aulas eram específicas para este instrumento, e nessas aulas aprendeu sobre teoria entre outros fatores que influenciaram em sua performance técnica. No entanto a atenção da cantora era toda para a sala ao lado, onde aconteciam as aulas de canto. Participou de grupos de louvores em igreja evangélica, aprimorando sua iniciação. Sempre teve paixão pelos efeitos que a arte lhe causava, sentia-se hipnotizada com as vozes dos integrantes naquele coral.
Cantou MPB, sempre atenta a seus vícios vocais do gospel, timbre e técnicas, afinação e expressão vocal, Tanne Dely entendeu que assim como em qualquer profissão, estudar para evoluir se faz extremamente necessário. Mas logo, ocorreu seu encontro com o samba, que a convidou para vestir a camisa e analisar todos os pontos importantes para sua construção como sambista. 
Percebeu que cantar samba nunca foi um espetáculo isolado, sempre foi uma representação de herança cultural da história de todo país, de toda uma nação.

## Trajetória e Premiações
- Teve em sua trilha uma passagem de grande impacto, como cantora de Quadrilha Junina (Amanhecer do Sertão), trabalho este, que a faz sentir-se muito orgulhosa e honrada por ter dentro de sua formação, a representatividade de sua região nordeste.
- Em 2015, ingressou na banda Milennium, deslizando por diversos ritmos desenvolvendo sua pluralidade, através de suas apresentações em festas, casamentos e confraternizações naquele período.[1]
- Em 2019, Tanne Dely lançou o primeiro disco totalmente autoral A Casa É Sua, que tem 10 faixas, com colaboração de outros compositores e foi produzido em Pernambuco.[2] Uma parceria entre a SOMAX Estúdios, Produtora ARTE I9 Promocultural e a Gravadora POLYDISC. O álbum, chegou no mercado, repleto de canções inéditas.[3]
- Premiada em 2022 pelo Instituto Artístico do Rio de Janeiro, com o Troféu Destaque, sendo esta ocasião um marco de reconhecimento representativo em sua carreira.[carece de fontes?]

## Participações e parcerias musicais
- A convite do grande sambista Xande de Pilares, abriu ao seu lado o show em um dos bares, mais bem conceituados no reduto do samba, o Bar da Alcione. A alagoana levou o samba raiz para o palco do bar da Marrom. Tanne cantou e encantou quem estava presente no bar.[4]
- Participou da Roda Samba do Bokaloka, em 5 de novembro de 2023, que aconteceu no Alto Vidigal Brasil, bar/restaurante que é um dos Pontos Turísticos da Cidade do Rio de Janeiro.
- Durante sua passagem por Recife, foi atração em palcos de grandes projetos, incluindo o Rodizio Musical que promoveu uma roda de samba, comandado pela artista e outros convidados.[5]
- Ascensão profissional, reconhecimento de seu potencial, e intermédio para atingir algumas de suas metas (entre tantas), parte da parceria com a produtora Borah, dirigida pela genial produtora Kay Montsan. Sociedade que surgiu formalmente a partir de março de 2020, reiventando-se durante a pandemia, a empresa foi responsável pela transmissão de duas lives solidárias, as quais foram um sucesso. Migrando para as terras cariocas, logo após esse período, consolidando de maneira ampla e ativa a carreira da artista, essa relação tem sido benéfica para o alcance de projetos bem sucedidos.